# Улрих фон Верд
Улрих фон Верд (на немски: Ulrich von Werd; * пр. 1278; † 16 септември 1344) е 1308 г. граф на Верд (Château de Verdelles) в Гранд Ест (бившия Елзас) и 1324 г. ландграф и фогт в Долен Елзас.

## Биография
Той е син на граф Хайнрих II Зигеберт фон Верд Постумус, 1238 г. ландграф в Долен Елзас (* 1239; † 13 февруари 1278) и втората му съпруга Берта фон Раполтщайн († сл. 1302), дъщеря на граф Улрих II фон Раполтщайн († 11 април 1283) и Рихенца фон Ньофшател. Брат е на Егенолф, каноник в Страсбург († 1312), и на Филип, каноник в Страсбург († 29 юли 1332). Полубрат е на Йохан фон Верд, ландграф в Елзас († 1308), женен за Агнес фон Лихтенберг († сл. 1278), Зигеберт, каноник в Страсбург 1298 г., Хайнрих († сл. 1280), 1314 граф на Верд, Елизабет († 1288), омъжена за Анселм фон Раполтщайн († 1311), и на Сузана († сл. 1300), омъжена за Валтер фон Геролдсек.
Графството Верд се намира в Елзас, южно от Страсбург. Първите графове на Верд са доказани от 1189 г. и още преди 1200 г. имат титлата ландграф в Елзас. Те произлизат от графовете на Сарбрюкен (Сааргауграфове). Дворецът Верд се намира в Матценайм в Гранд Ест (бившия Елзас) в Североизточна Франция.
През 1308 г. Улрих наследява полубрат си Йохан фон Верд. Улрих се руинира в служба на Лудвиг Баварски, и затова трябва да продаде част от собственостите си на епископа на Страсбург и остатъка с ландфогта Елзас да заложи на своя зет граф Фридрих II фон Йотинген.
Фридрих II фон Йотинген умира през 1357 г. Неговият син Лудвиг XI фон Йотинген († 1370), ландграф в Елзас, продава през 1359 г. титлата ландграф и цялата собственост на епископа на Страсбург Йохан фон Лихтенберг, който преписва графството Верд на своите наследници по служба, а части от него дава като феод на членове на фамилията си, господарите на Лихтенберг. Епископите на Страсбург не вземат титлата ландграф.

## Фамилия
Улрих фон Верд се жени за Сузана фон Лихтенберг (* ок. 1284; † сл. 1317), дъщеря на Йохан I фон Лихтенберг († 1315) и Аделхайд фон Верденберг († 1343). Тя е сестра на Херман († 1335), канцлер на император Лудвиг Баварски и епископ на Вюрцбург (1333 – 1335). Те имат децата:
- Йохан († 1376), ландграф в Долен Елзас
- Аделхайд фон Верд (* ок. 1306, † 22 януари 1387), наследничка на Верд, омъжена пр. 1317 г. за граф Фридрих II фон Йотинген (* ок. 1296, † 4 октомври 1357)
- Хелена, монахиня